# Мајами хералд
Мајами хералд (енгл. The Miami Herald) јесте дневни лист у власништву Компаније Маклетчи са седиштем дистрикту Омни у Мајамију. Основан је 1903. године и највећи је дневни лист у јужној Флориди. Углавном се дистрибуише у областима Мајами-Дејд, Брауард и Монро, али и на Карибима и у Латинској Америци. Лист је добио 20 Пулицерових награда..